# 1965年世界乒乓球锦标赛

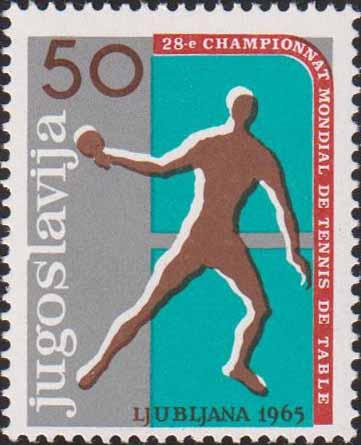
1965年世界乒乓球锦标赛纪念邮票

1965年世界乒乓球锦标赛是第二十八届世界乒乓球锦标赛，于1965年4月15日至25日在南斯拉夫社会主义联邦共和国卢布尔雅那举行。

## 赛果

### 团体
| 项目                | 金牌                                              | 银牌                                                      | 铜牌                                                                         |
| 男子团体 斯韦思林杯 | 中國 · 李富荣 · 徐寅生 · 张燮林 · 周兰荪 · 莊則棟 | 日本 · 木村兴治 · 小中健 · 野平孝雄 · 荻村伊智朗 · 高桥浩 | · Jung Kil-Hwa · Jung Ryang-Woong · Kim Chang-Ho · Kim Jung-Sam · Pak Sin Il |
| 女子团体 考比伦杯   | 中國 · 李赫男 · 梁丽珍 · 林慧卿 · 郑敏之          | 日本 · 深津尚子 · 磯村淳 · 关正子 · 山中教子              | 英格兰 · Lesley Bell · Irene Ogus · 黛安娜·罗 · 玛丽·香农                    |

### 单项
| 项目     | 金牌            | 银牌            | 铜牌             |
| 男子单打 | 莊則棟          | 李富荣          | Eberhard Schöler |
| 男子单打 | 莊則棟          | 李富荣          | 周兰荪           |
| 女子单打 | 深津尚子        | 林慧卿          | 山中教子         |
| 女子单打 | 深津尚子        | 林慧卿          | 李莉             |
| 男子双打 | 徐寅生 莊則棟   | 王志良 张燮林   | 李富荣 王家声    |
| 男子双打 | 徐寅生 莊則棟   | 王志良 张燮林   | 余长春 周兰荪    |
| 女子双打 | 林慧卿 郑敏之   | 关正子 山中教子 | 冯梦雅 李莉      |
| 女子双打 | 林慧卿 郑敏之   | 关正子 山中教子 | 李赫男 梁丽珍    |
| 混合双打 | 木村兴治 关正子 | 张燮林 林慧卿   | 莊則棟 梁丽珍    |
| 混合双打 | 木村兴治 关正子 | 张燮林 林慧卿   | 小中健 深津尚子  |